# Ronde van Italië 2021/Zesde etappe
De zesde etappe van de Ronde van Italië 2021 werd verreden op 13 mei van de Grotten van Frasassi naar Ascoli. Het betrof een etappe over 160 kilometer. Vluchter Gino Mäder hield stand en won de etappe dankzij het harde werk van ploeggenoot Matej Mohorič. Nieuwe rozetruidrager werd de Hongaar Attila Valter.

## Uitslagen
| Frasassi – Ascoli (160,0 km) |                  |                        |          |
| Plaats                       | Naam             | Ploeg                  | Tijd     |
| 1                            | Gino Mäder       | Bahrain-Victorious     | 4u17'52" |
| 2                            | Egan Bernal      | INEOS Grenadiers       | + 12"    |
| 3                            | Daniel Martin    | Israel Start-Up Nation | z.t.     |
| 4                            | Remco Evenepoel  | Deceuninck–Quick-Step  | z.t.     |
| 5                            | Giulio Ciccone   | Trek-Segafredo         | + 14"    |
| 6                            | Damiano Caruso   | Bahrain-Victorious     | + 25"    |
| 7                            | Daniel Martínez  | INEOS Grenadiers       | z.t.     |
| 8                            | Marc Soler       | Movistar Team          | + 27"    |
| 9                            | Hugh Carthy      | EF Education-Nippo     | + 29"    |
| 10                           | Aleksandr Vlasov | Astana-Premier Tech    | z.t.     |
|                              |                  |                        |          |
| 31                           | Bauke Mollema    | Trek-Segafredo         | + 2'02"  |

| Algemeen klassement |                  |                        |           |
| Plaats              | Naam             | Ploeg                  | Tijd      |
| Roze trui           | Attila Valter    | Groupama-FDJ           | 22u17'06" |
| 2                   | Remco Evenepoel  | Deceuninck–Quick-Step  | + 11"     |
| 3                   | Egan Bernal      | INEOS Grenadiers       | + 16"     |
| 4                   | Aleksandr Vlasov | Astana-Premier Tech    | + 24"     |
| 5                   | Louis Vervaeke   | Alpecin-Fenix          | + 25"     |
| 6                   | Hugh Carthy      | EF Education-Nippo     | + 38"     |
| 7                   | Damiano Caruso   | Bahrain-Victorious     | + 39"     |
| 8                   | Giulio Ciccone   | Trek-Segafredo         | + 41"     |
| 9                   | Daniel Martin    | Israel Start-Up Nation | + 47"     |
| 10                  | Simon Yates      | Team BikeExchange      | + 49"     |
|                     |                  |                        |           |
| 33                  | Koen Bouwman     | Team Jumbo-Visma       | + 10'55"  |

## Opgaves
- François Bidard (AG2R-Citroën): niet gestart vanwege een gebroken sleutelbeen na een valpartij in de vijfde etappe.
- Pavel Sivakov (INEOS Grenadiers): niet gestart vanwege een schouderblessure na een valpartij in de vijfde etappe.
- Joe Dombrowski (UAE Team Emirates): niet gestart vanwege een hersenschudding na een valpartij in de vijfde etappe.
- Manuel Belletti (EOLO-Kometa): Opgave tijdens de etappe.

1e etappe ·
2e etappe ·
3e etappe ·
4e etappe ·
5e etappe ·
6e etappe ·
7e etappe ·
8e etappe ·
9e etappe ·
10e etappe ·
11e etappe ·
12e etappe ·
13e etappe ·
14e etappe ·
15e etappe ·
16e etappe ·
17e etappe ·
18e etappe ·
19e etappe ·
20e etappe ·
21e etappe
Startlijst · Eindstanden · Afbeeldingen